# دس لنکستر
دس لنکستر (انگلیسی: Des Lancaster؛ ۱۶ ژوئیه ۱۹۳۷ – October 2000 (age 63)) بازیکن فوتبال اهل بریتانیا بود.
از باشگاه‌هایی که در آن بازی کرده‌است می‌توان به باشگاه فوتبال دارلینگتون، باشگاه فوتبال ترانمره راورز، باشگاه فوتبال نلسون، و باشگاه فوتبال برنلی اشاره کرد.